# Praga-Północ

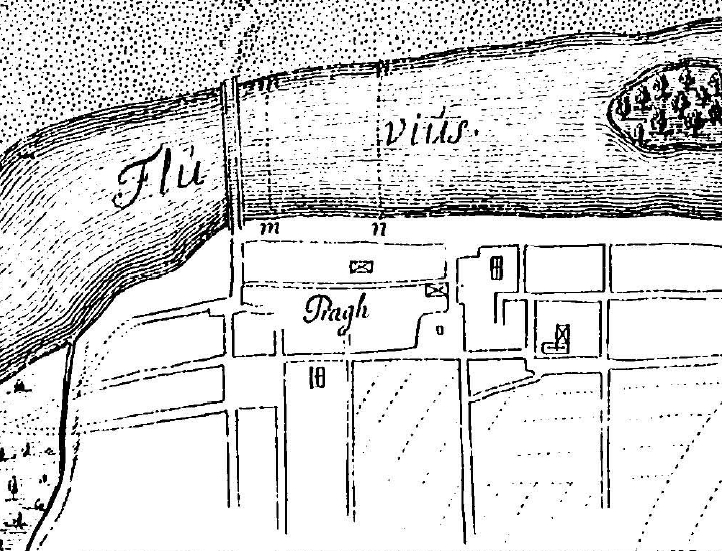
Miasto Praga, 1705

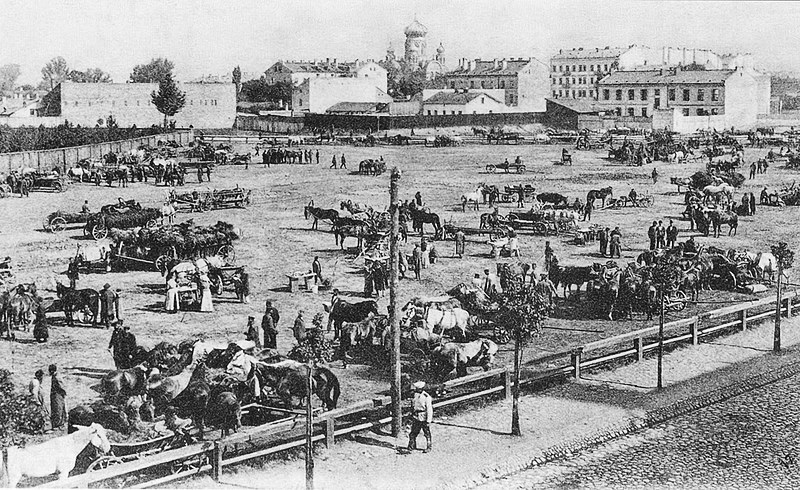
Targ koński na Pradze ok. 1899

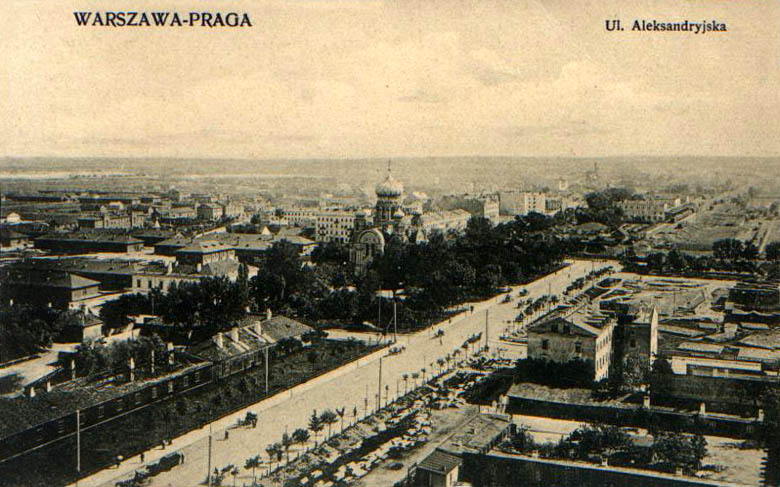
Praga w 1905

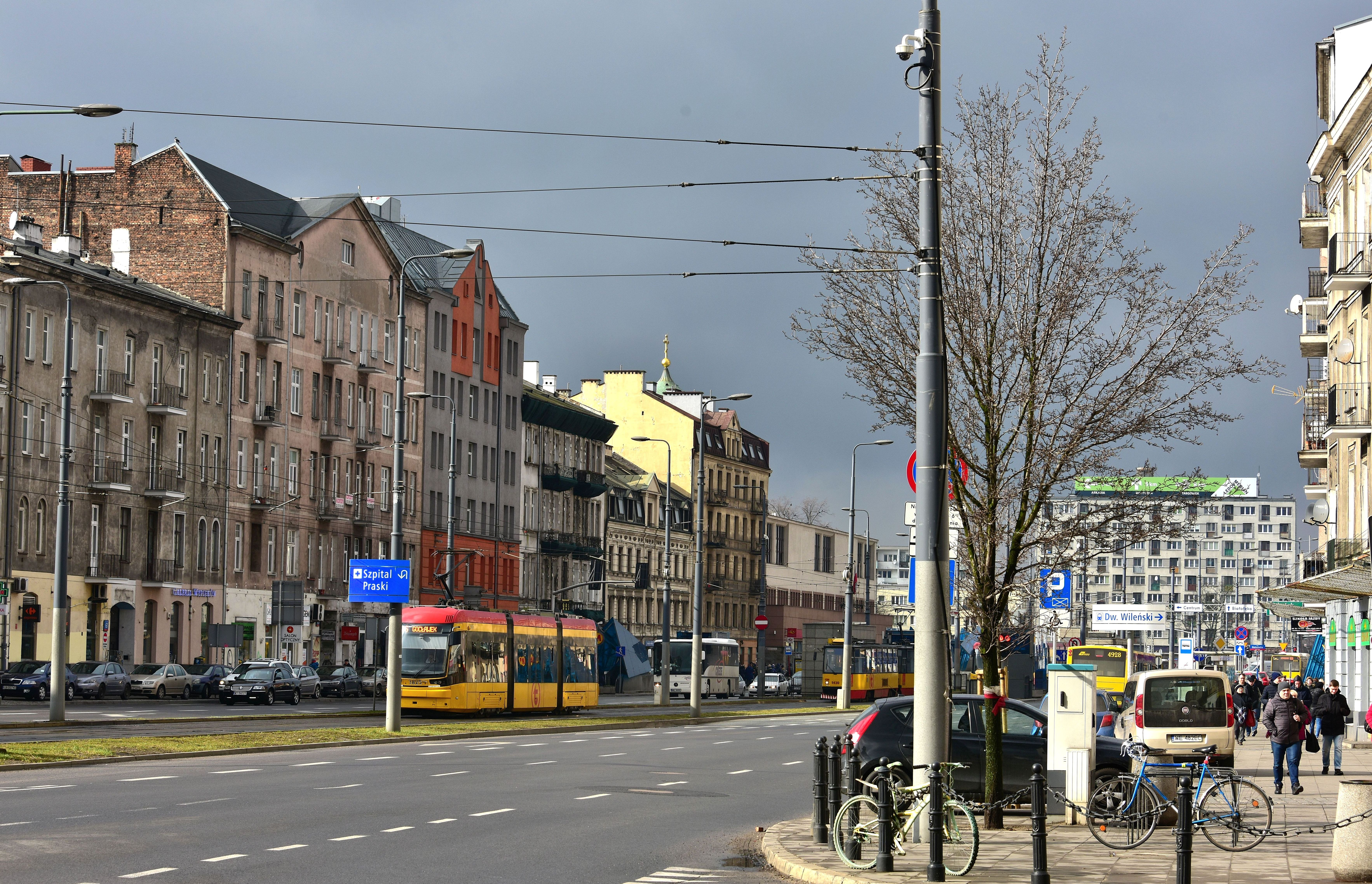
Ulica Targowa, główna ulica Starej Pragi

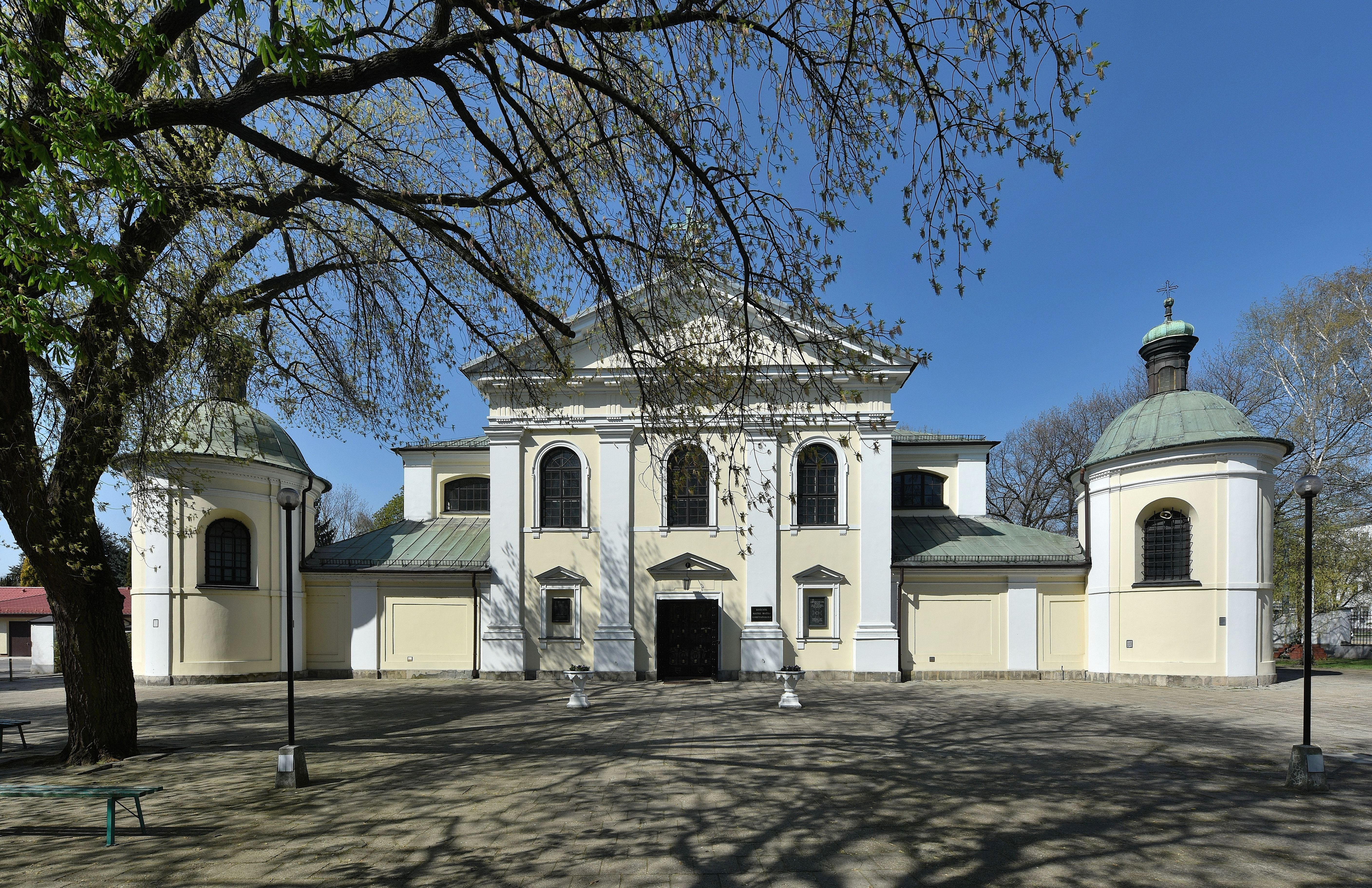
Kościół Matki Bożej Loretańskiej z domkiem loretańskim, najstarsza świątynia na Pradze-Północ

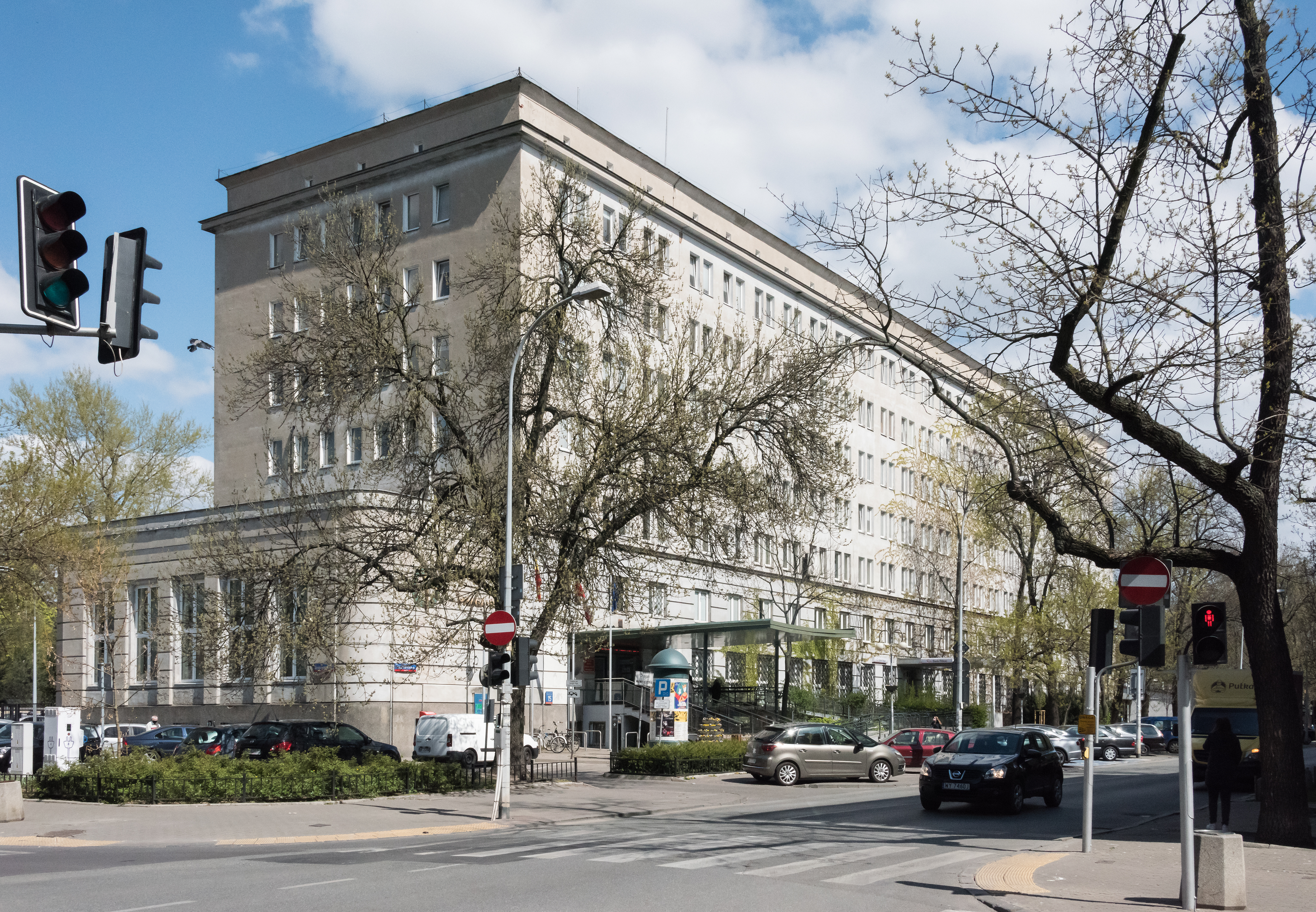
Urząd Dzielnicy Praga-Północ przy ul. ks. Ignacego Kłopotowskiego 15

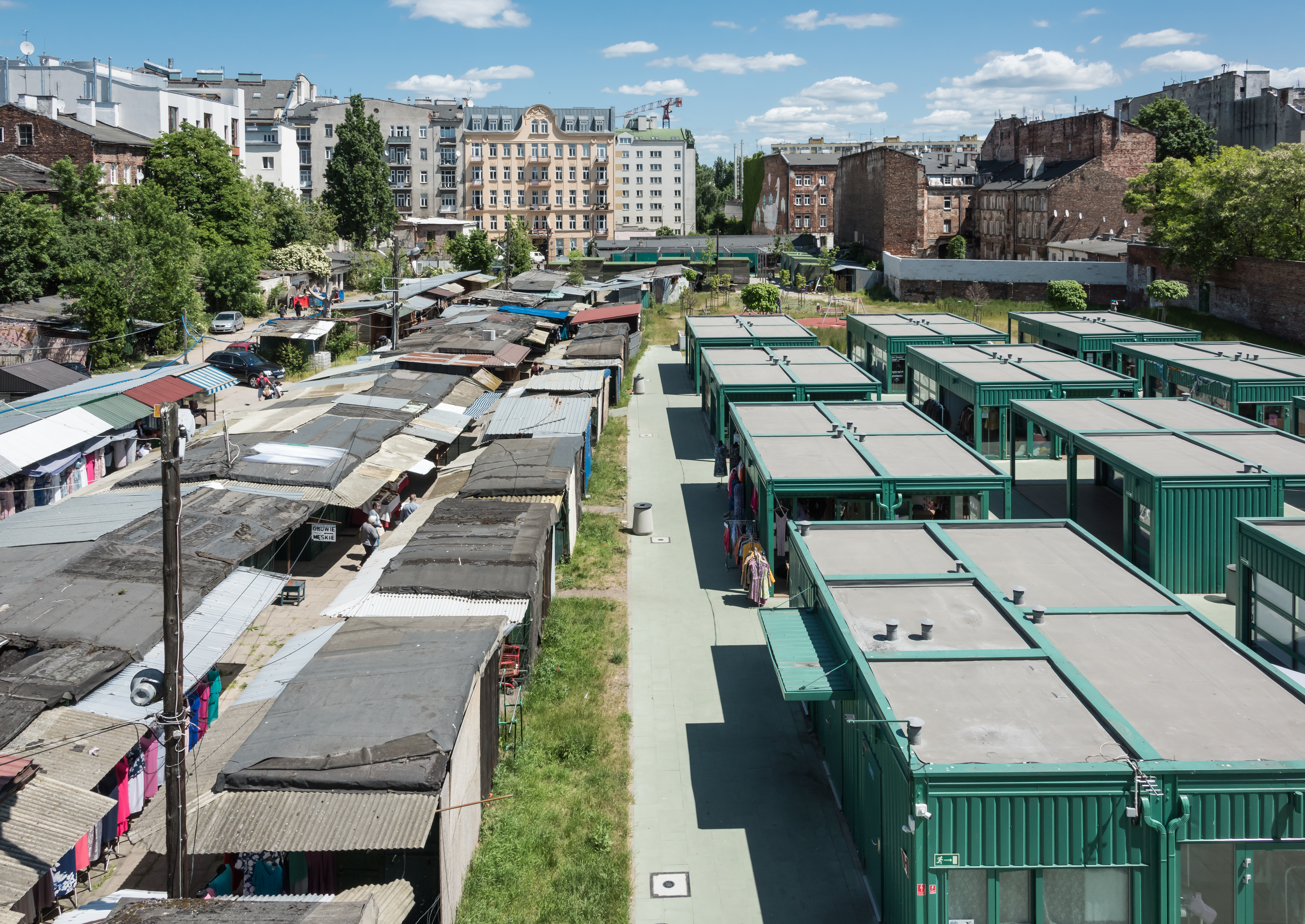
Bazar Różyckiego

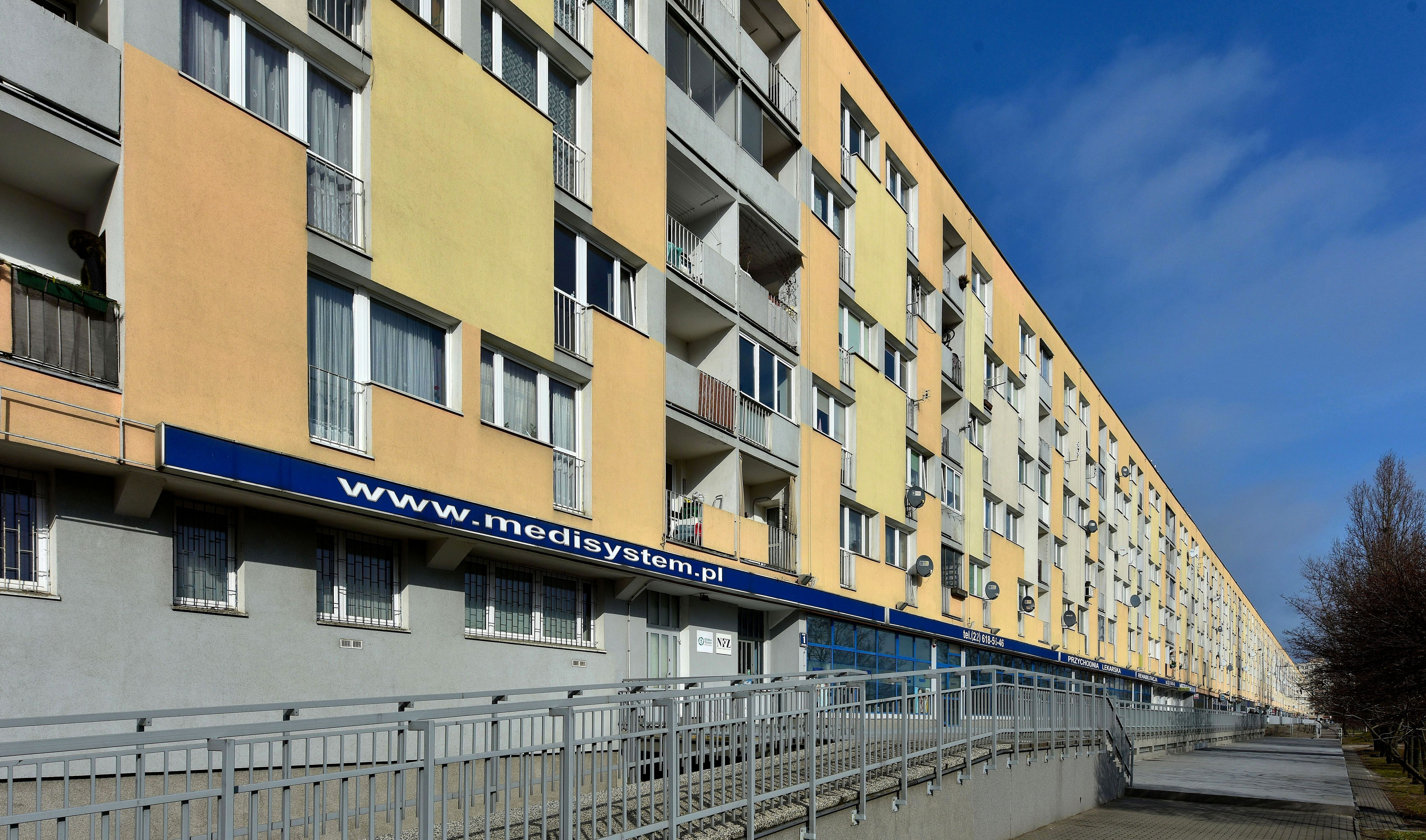
Budynek (tzw.jamnik) przy ul. Kijowskiej 11, uznawany za najdłuższy budynek mieszkalny w Warszawie

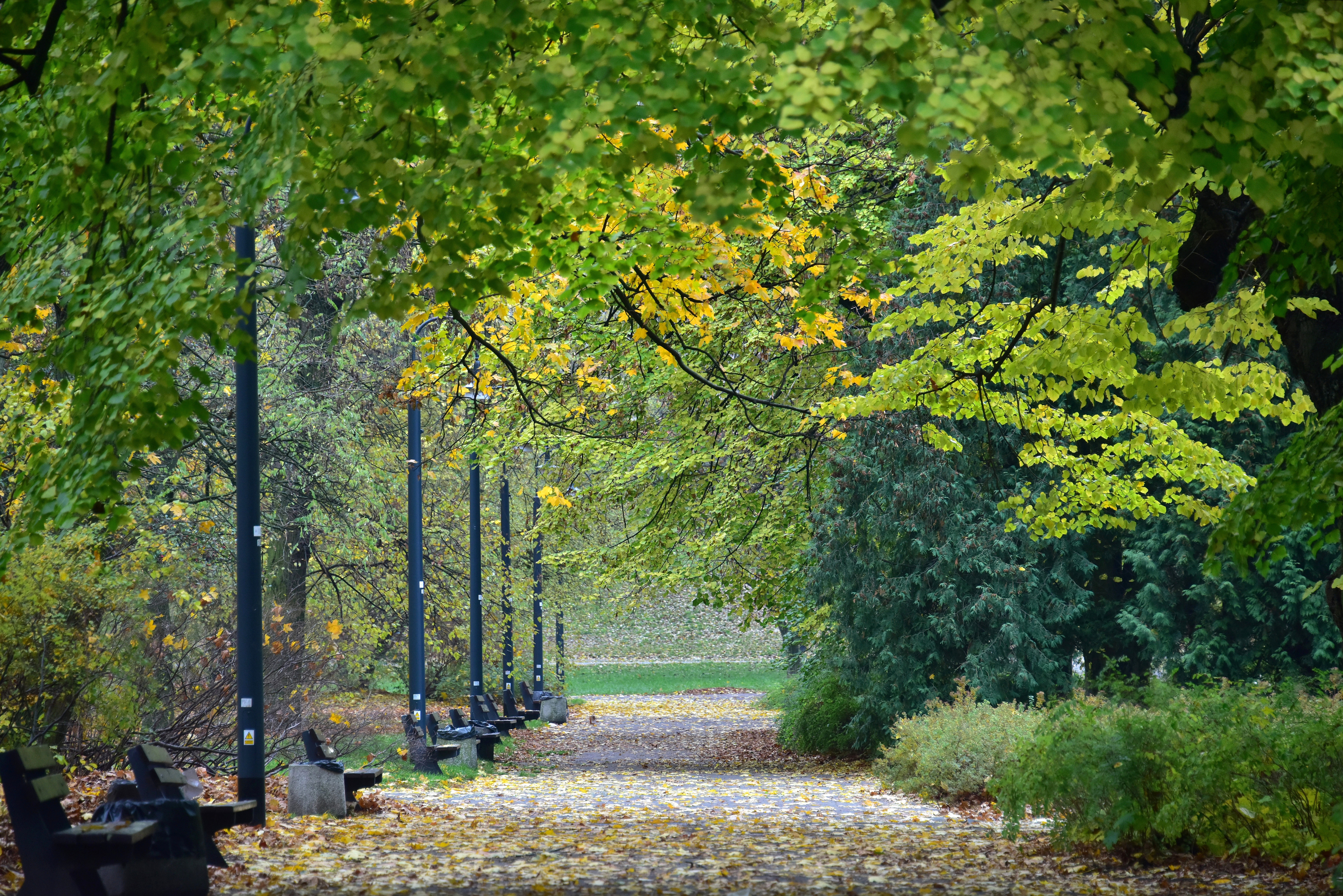
Park Praski Żołnierzy 1 Armii Wojska Polskiego

Praga-Północ – dzielnica Warszawy położona w prawobrzeżnej części miasta. Jest jedną z 18 jednostek pomocniczych m.st. Warszawy.

## Nazwa
Nazwa Praga pochodzi od członu, który występuje także w wyrazie prażyć. Nazwa odnosiła się pierwotnie do miejsca wypalonego, wyprażonego. Oznaczała osadę założoną na wypalonym (wyprażonym) lesie.
Nazwa dzielnicy pisana jest z dywizem (łącznikiem).

## Granice
Praga-Północ graniczy ze Śródmieściem i Żoliborzem poprzez Wisłę, z Targówkiem poprzez linię kolejową Warszawa–Gdańsk oraz z Białołęką poprzez Trasę Toruńską i z Pragą-Południe poprzez kolej średnicową.

## Historia
Na obszarze dzisiejszej dzielnicy Praga-Północ znajdowała się historyczna Praga. 10 lutego 1648 król Władysław IV Waza nadał Pradze prawa miejskie. Była ona odrębnym miastem przez prawie półtora wieku. Została przyłączona do Warszawy w 1791.
Obok Mokotowa i Żoliborza jest dzielnicą, której zabudowa w znaczącym stopniu przetrwała II wojnę światową. W 1945 nastąpił podział na Pragę-Południe i Pragę-Północ. Do dzisiaj określanie terenów Kamionka, Grochowa, Saskiej Kępy i Gocławka nazwą Pragi (Południe) budzi pewne kontrowersje jako historycznie nieuzasadnione. 
W kolejnych dziesięcioleciach obszar dzielnicy Praga-Północ kilkakrotnie powiększano, obejmowała ona również tereny dzisiejszych dzielnic Białołęka i Targówek, aż po Choszczówkę na północy i Utratę na wschodzie. 
W 1994 ustawa warszawska w miejsce dotychczasowych 8 dzielnic utworzyła 11 gmin warszawskich. Z dzielnicy Praga-Północ wydzielono gminy Warszawa-Białołęka i Warszawa-Targówek, zaś pozostała część została włączona do gminy Warszawa-Centrum jako jej jednostka pomocnicza – dzielnica.
W 2002 uchwalono nową ustawę o ustroju miasta stołecznego Warszawy – odtąd Warszawa stała się jedną gminą, a Praga-Północ stała się jedną z jej 18 dzielnic.

## Osiedla

### Miejski System Informacji
Warszawski MSI wyodrębnia na Pradze-Północ następujące obszary:
- Pelcowizna,
- Nowa Praga,
- Stara Praga,
- Szmulowizna.

### Osiedla historyczne
Jednak podział na obszary MSI pominął historyczne osiedla i nazwy miejscowe, takie jak: 
- na Pelcowiźnie – Golędzinów i Śliwice,
- na Szmulowiźnie – Michałów,
- na Starej Pradze – Port Praski.

Na Nowej Pradze z kolei istnieją duże tereny o charakterze odmiennym niż osiedla mieszkaniowe – Ogród zoologiczny i park Praski. Sama Nowa Praga też jest obszarem niejednorodnym – jej część pomiędzy al. „Solidarności” a ul. 11 Listopada zajmują w większości kamienice i budynki z końca XIX i początku XX wieku, a pozostała część powstała w okresie powojennym na terenach powojskowych (na północ od ul. 11 Listopada i Ratuszowej, w tym socrealistyczne założenie wokół placu Hallera).

## Rada Dzielnicy
| Ugrupowanie                                                           | Kadencja 2002–2006 | Kadencja 2006–2010 | Kadencja 2010–2014 | Kadencja 2014–2018   | Kadencja 2018–2024       | Kadencja 2024–2029                                    |
| --------------------------------------------------------------------- | ------------------ | ------------------ | ------------------ | -------------------- | ------------------------ | ----------------------------------------------------- |
| Sojusz Lewicy Demokratycznej                                          | 7 (SLD-UP)         | 4 (LiD)            | 3                  | 2 (SLD Lewica Razem) | 2 (SLD Lewica Razem)     | 6 (Lewica, Miasto Jest Nasze, Porozumienie dla Pragi) |
| Inicjatywa Społeczna Wspólnota Samorządowa                            | 2                  | –                  | –                  | –                    | –                        | –                                                     |
| Prawo i Sprawiedliwość                                                | 10                 | 8                  | 8                  | 9                    | 9                        | 6                                                     |
| Liga Polskich Rodzin                                                  | 1                  | –                  | –                  | –                    | –                        | –                                                     |
| Platforma Obywatelska                                                 | 3                  | 7                  | 9                  | 7                    | 7 (Koalicja Obywatelska) | 7 (Koalicja Obywatelska)                              |
| Praska Wspólnota Samorządowa, od 2016 r. zmiana nazwy na Kocham Pragę | –                  | 4 (PWS)            | 3 (PWS)            | 4 (PWS)              | 4 (Kocham Pragę)         | 4 (Kocham Pragę)                                      |
| Miasto Jest Nasze – Mieszkańców Pragi                                 | –                  | –                  | –                  | 1                    | –                        | –                                                     |
| Jan Śpiewak – Wygra Warszawa                                          | –                  | –                  | –                  | –                    | 1                        | –                                                     |

## Charakterystyka
Jako jedna z nielicznych dzielnic Warszawy zachowała swój historyczny charakter. Znaczna część zabudowy pochodzi z końca XIX wieku, początku XX wieku i okresu międzywojennego, spotkać tu można rzadkie w Warszawie zachowane zespoły zwartej przedwojennej substancji miejskiej – zarówno mieszkalnej, jak i przemysłowej. 
Centralnym punktem dzielnicy jest plac Wileński, w pobliżu którego znajdują się: dworzec kolejowy Warszawa Wileńska, stacja metra Dworzec Wileński, monumentalny budynek Dyrekcji Kolei Państwowych oraz cerkiew Świętej Równej Apostołom Marii Magdaleny, będąca cerkwią metropolitalną Polskiego Autokefalicznego Kościoła Prawosławnego. Osią dzielnicy jest ulica Targowa, przy której znajdują się zabytkowe kamienice, w tym najstarszy zachowany murowany dom mieszkalny na Pradze, w którym ma swoją siedzibę Muzeum Warszawskiej Pragi, oraz Bazar Różyckiego. 
Na Starej Pradze mieści się również neogotycki kościół świętego Michała i świętego Floriana – katedra diecezji warszawsko-praskiej.
Od ul. Targowej w kierunku wschodnim odchodzi ul. Ząbkowska, z zabytkowymi kamienicami i zespołem zabudowy przemysłowej dawnego Monopolu Spirytusowego (obecnie Centrum Praskie Koneser) na Szmulowiźnie. Jej przedłużeniem jest ul. Kawęczyńska, z monumentalną bazyliką Najświętszego Serca Jezusowego oraz zabytkowym zespołem zajezdni tramwajowej.
Nowa Praga to zachowany bez większych zniszczeń podczas i po II wojnie światowej, XIX-wieczny układ urbanistyczny wraz z, będącymi w złym stanie, ale oryginalnymi budynkami mieszkalnymi i przemysłowymi. Z kolei osiedla Praga I, Praga II i Praga III, zbudowane w latach 50. i 60. XX wieku, stanowią przykład architektury socrealistycznej.
Z powodu niewielkich zniszczeń wojennych centralna część dzielnicy – Stara Praga – od września 1944 roku pełniła funkcje administracyjne. Przez późniejsze dziesięciolecia uległa zaniedbaniu i była uważana za „złą dzielnicę”. W ostatnim czasie prowadzona jest rewitalizacja starych kamienic, efekty odnowienia elewacji widoczne są m.in. na ulicy Ząbkowskiej, jednak wobec wieloletnich zaniedbań nadal wiele domów (405 kamienic należy do miasta) wymaga pilnie kapitalnych remontów.
Na Pradze zachował się częściowo folklor warszawski, zauważalny w ubiorze, wystroju mieszkań, niektórzy najstarsi mieszkańcy używają jeszcze gwary warszawskiej. W ostatnich latach dzielnica staje się coraz bardziej popularna, wręcz modna. W starych praskich kamienicach oraz opuszczonych murach fabryk, m.in. przy ul. Ząbkowskiej, Inżynierskiej, 11 Listopada powstają galerie, centra sztuki, pracownie autorskie, a także modne lokale gastronomiczne i rozrywkowe. W 2003 jedna z bardziej znanych praskich ulic, ulica Ząbkowska, została uznana w plebiscycie Gazety Wyborczej za miejsce magiczne. 
Na skraju dzielnicy położony jest dworzec kolejowy Warszawa Wschodnia.
Bliżej Wisły rozciągają się tereny Portu Praskiego, z dużym potencjałem inwestycyjnym. Wzdłuż rzeki bardziej na północ, w rejonie dawnej historycznej Pragi, zburzonej w czasie wojen XVIII i XIX wieku, znajdują się Park Praski i warszawski Miejski Ogród Zoologiczny, a dalej osiedle Golędzinów.
Najbardziej na północ wysuniętą część dzielnicy stanowi dawne przemysłowo-kolejowe osiedle Pelcowizna, na którym w okresie powojennym powstała Fabryka Samochodów Osobowych (FSO).

## Media
W dzielnicy ukazują się czasopisma zajmujące się lokalną tematyką:
- „Wiadomości Kocham Pragę", gazeta Stowarzyszenia Kocham Pragę ukazująca się od 2021 r. w nakładzie 10 tys. egz.
- „Przegląd Praski” – lokalna gazeta ukazująca się od czerwca 2007 w nakładzie 10–15 tys. egz.; również serwis internetowy.
- „radiopraga.pl” – lokalne radio internetowe, działające od 1 marca 2014.
- „Praskie Klimaty” – lokalna gazeta ukazująca się w nakładzie 10 tys. egz. od 2016 roku; również serwis internetowy.
- „Kurier Praski” – lokalne, bezpłatne czasopismo praskie o tematyce lokalnej, samorządowej oraz historycznej (wydawane w postaci gry planszowej). Nakład 10 tys. egz. od ok. 2010 r., oferuje też serwis internetowy.